# Noventa Padovana
Noventa Padovana är en ort och kommun i provinsen Padova i regionen Veneto i Italien. Kommunen hade 1 621 invånare (2018).